# تاكوما أسانو
تاكوما أسانو (يابانية: 浅野拓磨 أسانو تاكوما؛ مواليد 10 نوفمبر 1994) هو لاعب كرة قدم ياباني محترف يلعب لصالح نادي شتوتغارت الألماني، معاراً من نادي آرسنال الإنجليزي، ولصالح منتخب اليابان.
سجل أول أهدافه الدولية في 3 يونيو 2016 ضمن كأس كيرين 2016 بانتصار 7–2 ضد بلغاريا.

## مسيرته الكروية
لعب تاكوما أسانو خلال مسيرته الاحترافية مع 4 أندية في ثمانية مواسم وسجل خلالها 21 هدفًا ضمن 135 مباراة. ولم يفز بأي موسم بالكأس وفاز في موسمين بالدوري.
خاض تاكوما أسانو مسيرته مع نادي سانفريس هيروشيما في موسم 2013 ليلعب معه أربعة مواسم، مشاركًا في 58 مباراة سجل خلالها 12 هدفًا. ثم انتقل إلى نادي شتوتغارت في موسم 2016–17 ولمدة موسمين، حيث شارك في 41 مباراة سجل خلالها 5 أهداف. لينتقل بعدها إلى نادي هانوفر 96 في موسم 2018–19 لمدة موسم واحد، مشاركًا في 13 مباراة ولم يسجل أي هدف. ثم انتقل إلى نادي بارتيزان في موسم 2019–20 لمدة موسم واحد، مشاركًا في 23 مباراة سجل خلالها 4 أهداف.

## روابط خارجية
- تاكوما أسانو على موقع الاتحاد الدولي (مؤرشف)  (الإنجليزية)
- تاكوما أسانو على موقع الاتحاد الأوربي (الإنجليزية)
- تاكوما أسانو على موقع رابطة كرة القدم اليابانية للمحترفين (اليابانية)
- تاكوما أسانو على موقع إي إس بي إن إف سي (الإنجليزية)
- تاكوما أسانو على موقع قاعدة بيانات كرة القدم.إي يو (الإنجليزية)
- تاكوما أسانو على موقع بيانات كرة القدم. دي إي (الألمانية)
- تاكوما أسانو على موقع ليكيب (الفرنسية)
- تاكوما أسانو على موقع ناشيونال فوتبول تيمز (الإنجليزية)
- تاكوما أسانو على موقع Soccerbase.com (لاعب) (الإنجليزية)
- تاكوما أسانو على موقع Soccerway.com (الإنجليزية)